# Perínske rybníky
Perínske rybníky (słow. Chránený areál Perínske rybníky) – obszar chroniony (słow. chránený areál) nr 635 na Słowacji, w kraju koszyckim, w pobliżu wsi Perín-Chym i Veľká Ida (powiat Koszyce-okolice), wyznaczony w 1987. Jest miejscem ochrony pierwotnego siedliska stawów bagiennej depresji bodwińskiej, jako cenny element krajobrazu z ekologicznego, wodnego, mikroklimatycznego, krajobrazowego i ornitologicznego punktu widzenia (ptactwo wodne i błotne). Zespół stanowi jedno z najcenniejszych siedlisk ptactwa wodnego i błotnego we wschodniej Słowacji.
Obszar obejmuje zespół stawów rybnych, które z hydrogeologicznego punktu widzenia leżą w dolinie Bodvy (Kotlina Koszycka). Powierzchnia obszaru wynosi 110,31 hektara. Obejmuje system zbiorników wodnych wraz z roślinnością przybrzeżną. System stawów podzielony jest na trzy główne części:
- staw północny (największy),
- staw południowy,
- staw zimowy[2].

Zespół uzupełnia kilka mniejszych stawów oraz strefa roślinności przybrzeżnej i krzewiastej. Z botanicznego punktu widzenia szczególne znaczenie ma występowanie tutaj kilku rzadkich i zagrożonych wyginięciem gatunków roślin. Faunę reprezentują m.in. rzadkie gatunki płazów. Zespół zbiorników ma duże znaczenie dla awifauny. W latach 1983–1996 stwierdzono tu występowanie 170 gatunków ptaków, które wykorzystują tereny stawów do gniazdowania, migracji i zimowania. Istnieją tu też liczne stanowiska lęgowe.
Stawy mają również znaczenie gospodarcze. Hoduje się w nich głównie karpie, które mają tam bardzo dobre warunki rozwojowe, a także amury i szczupaki. 